# 重岡站
重岡站（日语：／ Shigeoka eki */?）是位於大分縣佐伯市，屬九州旅客鐵道（JR九州）的日豐本線車站。本站全日只提供上行2班往佐伯及大分、下行1班往延岡、共3班的普通列車。而由本站開往延岡的普通列車為全日本中最早開出的末班列車，早上6時47分便會開出。
使用本站的多數乘客是來自佐伯市宇目地區的高校生。不過本站並非座落於宇目地區內，而是隔鄰的大平地區。宇目地區主要民居離本站至少3至5公里，而大平地區民居甚為稀疏，是本站使用率甚低的原因。
2020年10月16日起，逢星期六有環島觀光列車「36加3號列車」「綠之路」會在本站停靠25分鐘，佐伯市及附近的居民自治體均會安排在月台上及站房內舉行市集及表演。

## 車站構造

### 站房
本站的站房為木造的開放式簡易站房，並且只設置候車大廳及候車長櫈。右側另設有一座由水泥搭建而成的單層建築物，為保線專用及儲物室。站外設有小型車站廣場，也設有獨立男、女洗手間一座。

#### 舊站房
本站的舊站房同樣為木造的單層建築物，採用國鐵時代典型的站房模式。舊站房無人化後曾被電影『殘雪』在站內的月台取景（車站大樓於上臼杵站取景）。站內設有木造車站小屋與廁所，並且均於2006年（平成18年）拆毀。過去站前設有由自治體設置的廁所，以及候車室（簡易站房）。月台內的候車室中提及了電影取景的壁報板。但本站在2009年（平成21年）初進行月台改善工程，把原來的候車室拆毀，也把壁報板撤走。

### 月台配置
站內設有側式月台和島式月台各1個，共設有2面3線的月台。月台長度約為120米，有效長度為6輛，但因使用量稀少，月台上只有約1—3輛長度的月台是重新整理，以便讓815系能夠停靠。各月台之間透過跨線橋連接，而島式月台上亦設有1座以木板及鐵皮搭成的小型有蓋候車亭。

### 月台
| 月台 | 路線      | 上下行 | 方向     | 備註                                              |
| ---- | --------- | ------ | -------- | ------------------------------------------------- |
| 1    | ■日豐本線 | 下行   | 延岡方向 | 每天只開出一班，06:47開出                         |
| 2    | ■日豐本線 | 上行   | 佐伯方向 | 由延岡開出的班次在此停靠                          |
| 3    | ■日豐本線 | 上行   | 大分方向 | 往大分的區間車及觀光列車「36加3號列車」停靠本月台 |

## 歷史
- 1922年3月26日：鐵道省豐州本線由神原站伸延至此，開站[3][1]。
- 1923年12月15日：宮崎本線由市棚站伸延至本站[4]，並於宮崎本線統合稱為「日豐本線」[5]。
- 1985年12月10日：降格為無人站[6]。
- 1987年4月1日：隨國鐵分割民營化，車站由九州旅客鐵道（JR九州）營運。
- 2006年：因原站房過於破舊，拆卸並重建為簡易站房[2]。
- 2017年：

- 9月19日：因颱風泰利的影響，使路線在9月17日起暫停營運，臼杵站至延岡站之間不通，佐伯站至延岡站之間開設代行巴士。
- 9月25日：佐伯站至市棚站之間重開，代行巴士停止運行。

- 2020年10月17日：逢星期六觀光列車「36加3號列車」於本站特別停車[10]。

## 使用狀況
在2015年度，1日平均乘車人次為16人：
| 乘車人員變遷 | 乘車人員變遷 |
| 年度         | 1日平均人次  |
| ------------ | ------------ |
| 2000         | 31           |
| 2001         | 33           |
| 2002         | 35           |
| 2003         | 36           |
| 2004         | 30           |
| 2005         | 31           |
| 2006         | 30           |
| 2007         | 32           |
| 2008         | 27           |
| 2009         | 20           |
| 2010         | 15           |
| 2011         | 16           |
| 2012         | 16           |
| 2013         | 15           |
| 2014         | 12           |
| 2015         | 16           |

## 相鄰車站
九州旅客鐵道
■日豐本線
■觀光特急「36+3」
大分 ← 重岡 ← 宗太郎
■特急「日輪」
通過
■普通列車
直川－（川原木信號場）－重岡－宗太郎

## 注腳
1. 1 2 3 4 5 6 7 8  . 週刊朝日百科. 44号 宮崎駅・都城駅・志布志駅ほか80駅. 朝日新聞出版. 2013-06-23: 21.
2. 1 2  .   [2022-04-01]. （原始内容存档于2022-04-14）.
3. ↑  日本《官報》第2889號「鉄道省告示第29号」，內閣印刷局：1922年3月23日，第535頁。
4. ↑  日本《官報》第3396號「鉄道省告示第287号」，大藏省印刷局：1923年12月12日，第197頁。
5. ↑  日本《官報》第3392號「鉄道省告示第286号」，大藏省印刷局：1923年12月12日，第197頁。
6. ↑  . 鉄道公報 (日本国有鉄道総裁室文書課). 1985-12-09: 1.
7. ↑  台風第１８号による被害状況について（第1報）PDF- 國土交通省災害情報（截至2017年9月18日10:00）（2017年9月18日發表，9月19日參閲。）
8. ↑  . 大分合同新聞（日语：大分合同新聞）. 2017-09-19: 11（晚報）.
9. ↑  【9 月 25 日（月）以降の運転計画】日豊本線・豊肥本線の運転計画について（お知らせ)- 九州旅客鐵道（2017年9月25日發表，同日參閲。同日原始PDF存檔）
10. ↑  .   [2022-04-02]. （原始内容存档于2022-06-16）.
11. ↑  大分縣統計年鑑

## 外部連結
- JR九州車站重岡站 （页面存档备份，存于）